# Sjörröd
Sjörröd is een plaats in de gemeente Hässleholm in Skåne de zuidelijkste provincie van Zweden. De plaats heeft 672 inwoners (2005) en een oppervlakte van 200 hectare. De plaats ligt aan het meer Finjasjön en 3 km ten zuiden van Hässleholm.